# Callistochiton portobelensis
Callistochiton portobelensis är en blötdjursart som beskrevs av Ferreira 1976. Callistochiton portobelensis ingår i släktet Callistochiton och familjen Ischnochitonidae. Inga underarter finns listade i Catalogue of Life.